# Anthochaera paradoxa
Anthochaera paradoxa là một loài chim trong họ Meliphagidae.
Chúng là loài chim ăn mật lớn nhất, và là loài đặc hữu của Tasmania. Chúng thường có chiều dài 375–450 mm.
Loài này sinh sống trong nhiều môi trường sống bao gồm cả rừng khô và ướt và từ mực nước biển đến khu bán núi cao. Chúng sinh sống trong các rừng đất nghèo dinh dưỡng ven biển, rừng và các khu vườn gần cây bạch đàn. Chúng cũng có thể được tìm thấy trong khóm núi và rừng mở, đặc biệt là những nơi thống trị bởi Banksia. Chúng cũng được tìm thấy trên các sân golf, vườn cây ăn trái, vườn và công viên.

## Hình ảnh

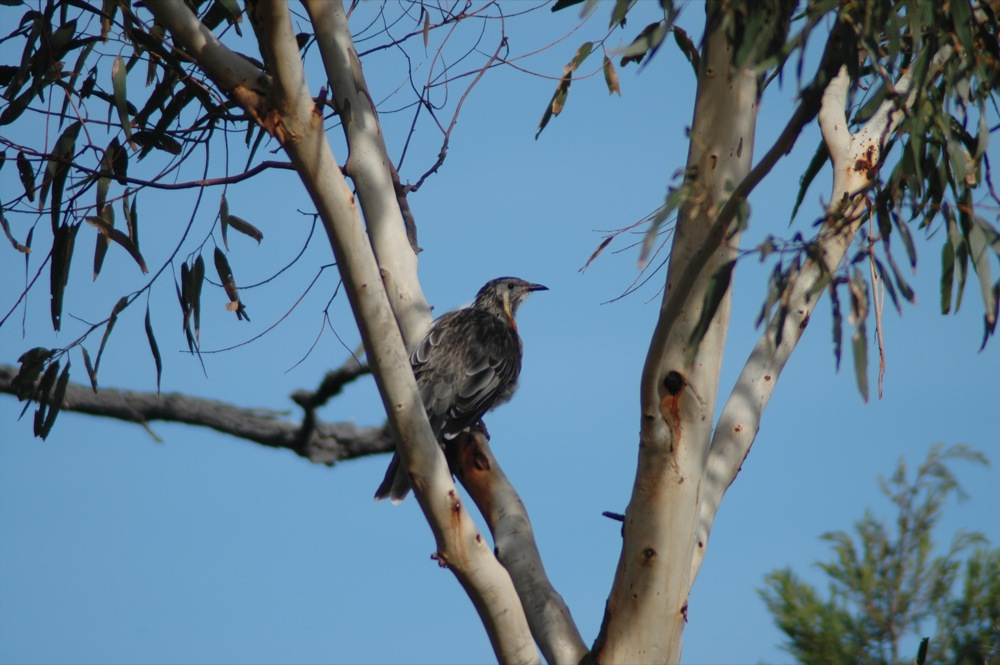
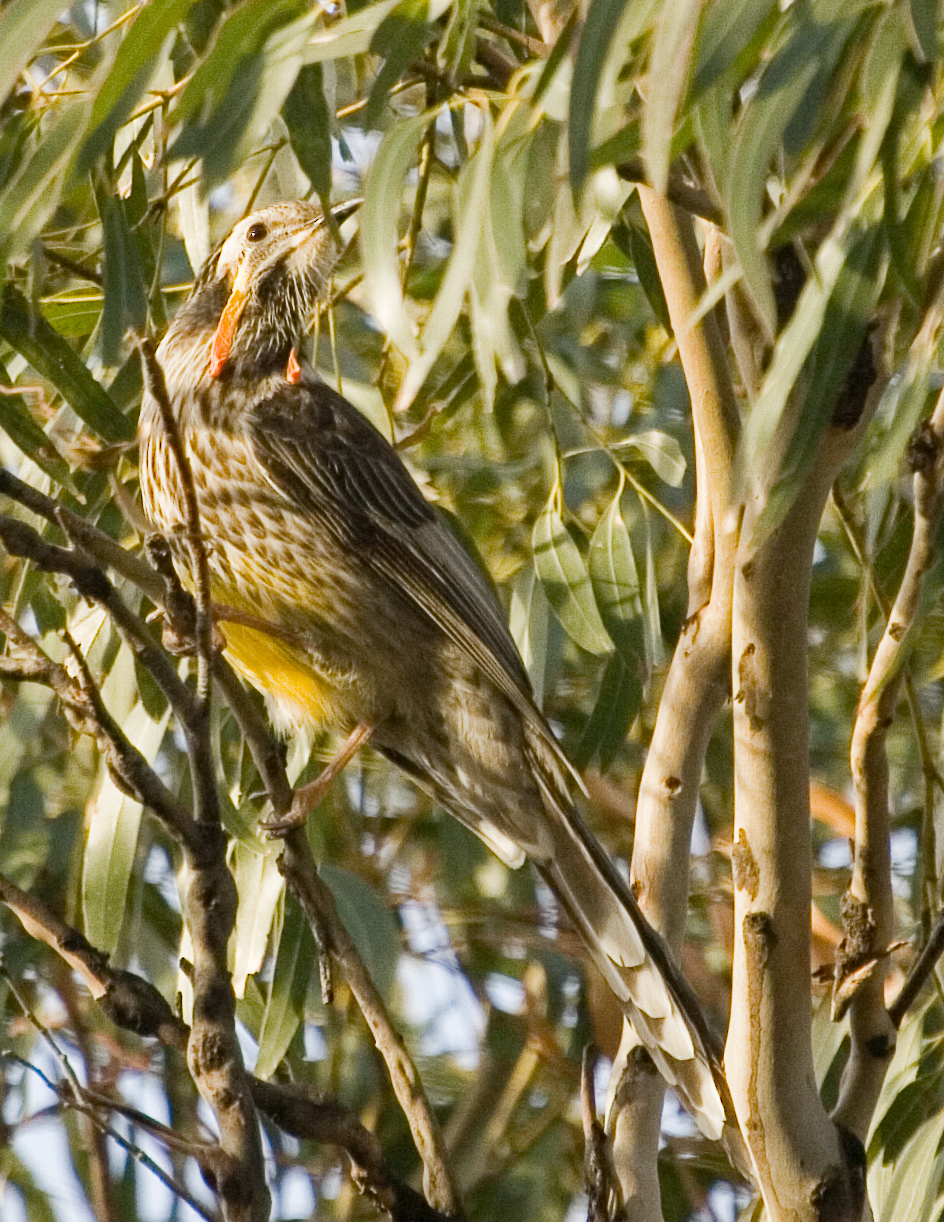
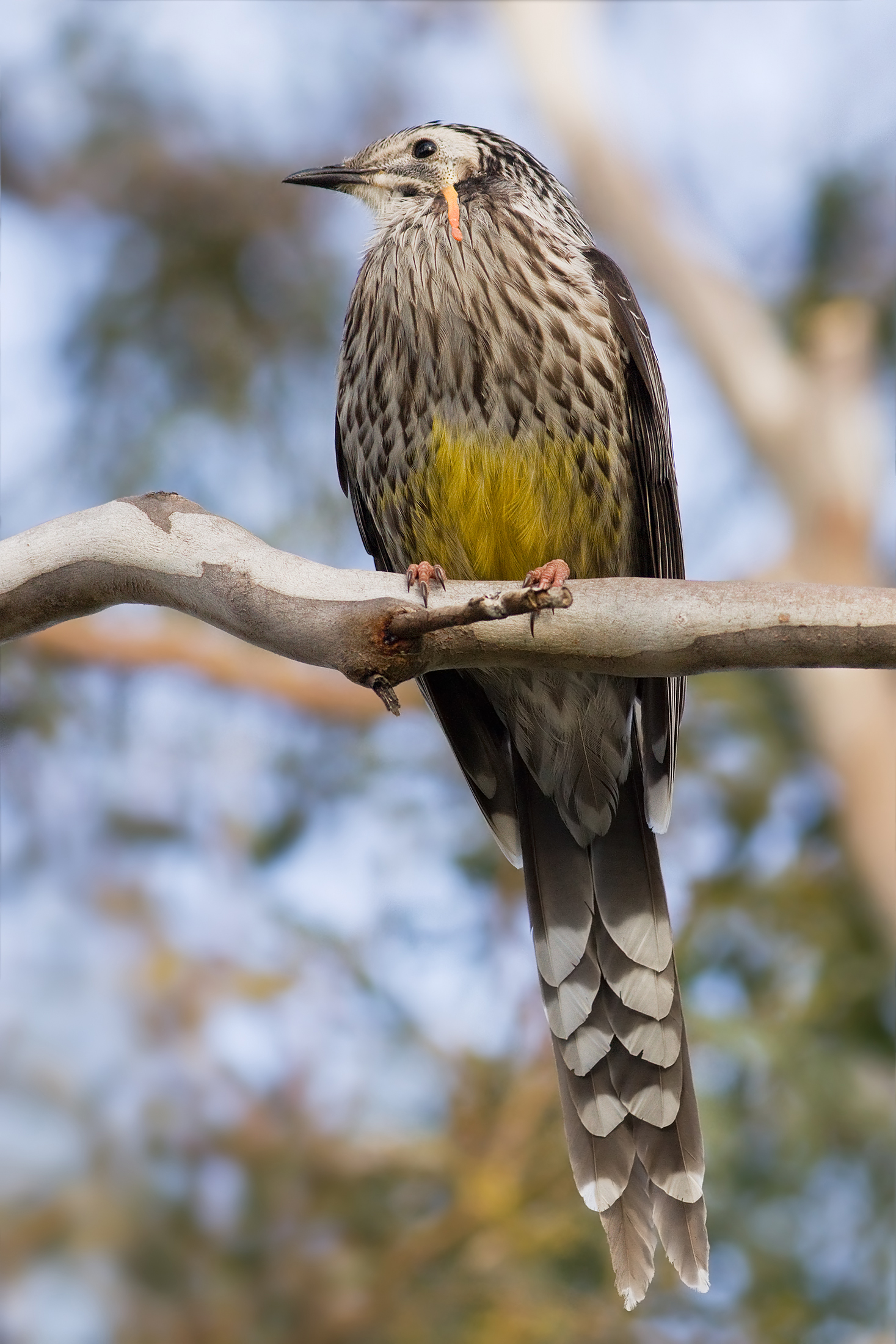